# Albert Kapr
Albert Kapr (* 20. Juli 1918 in Stuttgart; † 31. März 1995 in Leipzig) war Schriftgestalter, Kalligraf, Typograf, Hochschullehrer, Rektor und Fachautor. Als Professor für Schrift- und Buchgestaltung an der Hochschule für Grafik und Buchkunst Leipzig bestimmte er die Entwicklung der Schrift- und Buchkunst der DDR maßgeblich mit.

## Ausbildung
Albert Kapr besuchte die allgemeinbildende Schule in Stuttgart. 1933 begann er eine Schriftsetzerlehre bei der Deutschen Verlagsanstalt Stuttgart. In dieser Zeit war er Mitglied einer linksorientierten Wandergruppe. Nach dem Verbot solcher Organisationen, der Einziehung ihrer Vermögen und Liquidierung ihrer Zusammenkunftsorte 1934 durch den NS-Staat entwickelte die Gruppe, die sich inzwischen Gruppe G. (G=Gemeinschaft) nannte, immer deutlicher antifaschistische Züge und Denkweisen. Ihre Gegnerschaft zum herrschenden System drückten sie in unterschiedlichen Aktivitäten öffentlich aus. So organisierten sie im Stuttgarter Raum mehrere Flugblattaktionen. Als der Leiter der Gruppe Fritz Brütsch (1915–1953) im Dezember 1934 verhaftet wurde, wollten sie ein weiteres Zeichen setzen, dass sie dennoch ungebrochen sind. Deshalb brachte das Mitglied der Gruppe G. am 13. März 1935 am Sockel der Rossbändiger Statue in Stuttgart mit roter Farbe die Losung „Hitler=Krieg“  und „Rot Front“ an. Eine Stunde darauf wurde er verhaftet und eine Haussuchung förderte Fotodokumente über die gesamte Gruppe zutage. Etwa 20 Mitglieder, darunter auch Albert Kapr, wurden verhaftet. Wegen seiner Mitarbeit bei Herstellung und Druck illegaler Flugblätter der jungkommunistischen Widerstandsgruppe G um Fritz Brütsch und Hans Gasparitsch wurde ihnen am 25. März 1936 der Prozess gemacht. Wegen „Beihilfe der Vorbereitung zum Hochverrat“ wurde er im März 1936 zu einer Gefängnisstrafe von einem Jahr verurteilt. Nach seiner Haftentlassung begann er 1938 ein Studium an der Akademie der bildenden Künste in Stuttgart. Kapr leistete von 1939 bis 1945 Kriegsdienst. Anschließend setzte er sein Studium von 1945 bis 1948 an der Akademie der bildenden Künste in Stuttgart bei F. H. Ernst Schneidler fort. Danach wurde er Meisterschüler und Assistent für Schrift an der Technischen Hochschule Stuttgart.

## Tätigkeit an Hochschulen

### Lehre und Funktionsstellen
1948 wurde Kapr nach Weimar an die Hochschule für Architektur und bildende Kunst (seit 1996 Bauhaus-Universität Weimar) berufen. Ab 1951 war er Professor für Schrift- und Buchgestaltung an der Hochschule für Grafik und Buchkunst Leipzig.
Von 1959 bis 1961 und 1966 bis 1973 hatte er die Funktion des Rektors inne. 1955 initiierte er die Gründung des Instituts für Buchgestaltung an der Hochschule und leitete dieses von 1955 bis 1978. Albert Kapr wurde 1974 zum Dr. phil. an der Universität Leipzig promoviert. Kapr war in den 80er Jahren auch als Gastprofessor in Peking tätig. 1983 erfolgte seine Emeritierung.

### Verbesserung des Druckschriftangebots
Schon vor dem Zweiten Weltkrieg genoss Schriftgestaltung an der Hochschule für Grafik und Buchkunst Leipzig einen hohen Stellenwert. Kriegszerstörungen und aus der nachfolgenden Teilung Deutschlands resultierende Schwierigkeiten wirkten sich in Ostdeutschland auf die polygrafische Industrie besonders drastisch aus. Dies machten Entwurf und Herstellung neuer Satzschriften dringend erforderlich. Mit der Einstellung des pensionierten Stempelschneiders Otto Erler und in enger Zusammenarbeit mit der Firma Typoart Dresden, schuf er zugleich die Voraussetzungen für ein „Schriftlabor“ zur Gestaltung von Satzschriften vom Entwurf bis zur Satzreife. Von 1963 bis 1977 war Kapr künstlerischer Leiter der Schriftgießerei VEB Typoart Dresden. 1958/59 fand der erste DDR-Wettbewerb für neue Werksatzschriften statt. Der 1971 folgende internationale Wettbewerb hatte zum Ziel, Satzschriften zu schaffen, deren Entwurf gleichzeitig Handsatz und die Systeme Mono- und Linotype bediente. 1985 veranstaltete Typoart einen DDR-Wettbewerb zur Entwicklung neuer Akzidenzschriften.

### Lehre und Nachwuchsförderung
Als Schüler von Ernst Schneidler hatte Kapr viel aus dessen Lehre übernommen, „gefiltert“ durch die eigenen Erfahrungen und Praxis. Er förderte die einzelnen Studenten individuell: Vorbildung, Neigungen, berufliche Zielstellungen waren weit gefächert. Schrift, Typografie und Buchgestaltung waren Schwerpunkte. So gab es auch Studenten, die über den Basisunterricht hinaus in einem speziellen Studium der Schrift Interesse, ja Begeisterung für die Entwicklung von Satzschriften entwickelten. Mit dem Schreiben trainierte der Student Auge und Hand.
Dabei ging es nie um ein Konstruieren, bloßes Kopieren oder additives Aneinandersetzen von Formteilen, sondern um ein Erfassen der Spezifik einer Schrift, welcher der Student durch seinen Formwillen Ausdruck verleihen sollte. So sind aus seiner Schule bedeutende Satzschriftgestalter wie Hildegard Korger (1935–2018), Volker Küster (geb.1941), Heinz Schumann (1934–2020), Gert Wunderlich (1934–2023) und Yu Bingnan (Peking) hervorgegangen, die ihrerseits wieder als Hochschullehrer gewirkt und das Erbe weitergetragen haben.

### Initiativen zur Verbesserung der allgemeinen Schriftkultur, insbesondere der Schulschrift
Bereits in den 70er Jahren registrierte Kapr international, besonders aber in Deutschland, Ansätze einer weitgehenden Ignoranz gegenüber dem formal-ästhetischen Erscheinungsbild der Schrift und damit einen grandiosen Werteverlust. Er hielt die Schrift über ihre rein kommunikative Funktion hinausgehend für eines der kostbarsten Kulturgüter der Menschheit. Viele der Aktivitäten Kaprs waren von der Hoffnung getragen, diese Entwicklung eindämmen oder sogar zu einem Besseren wenden zu können.
Ein Schritt in diese Richtung waren deshalb auch seine Initiativen für die Veränderung der Schulausgangsschrift der DDR. Angeregt von der Begegnung mit Vertretern der „Society for Italic Handwriting“ (1957), setzte er sich wenige Zeit später beim Ministerium für Volksbildung mit Nachdruck für die Verbesserung der Schrift in der Schule ein. Er brachte u. a. diesbezügliche Forschungsaufträge auf den Weg, die es seiner ehemaligen Studentin Renate Tost in Zusammenarbeit mit der anerkannten Schreibdidaktikerin Elisabeth Kaestner ermöglichten, Einfluss auf die Gestaltung der Schrift der Schüler zu nehmen. Ohne seine tatkräftige Unterstützung, auch bei der Auseinandersetzung mit den Entscheidungsträgern in dem Bildungssystem der DDR, wäre eine Veränderung der Schulausgangsschrift 1968 nicht möglich gewesen.

### Profilierung der Buchgestaltung, national und international
Kapr setzte sich mit großem Engagement für die Einrichtung und Weiterführung nationaler und internationaler Buchkunst-Wettbewerbe ein. Als besonderer Glanzpunkt wurde bereits 1959 die Internationale Buchkunst-Ausstellung Leipzig wieder eingerichtet (sie hatte 1927 zum ersten Mal in Leipzig stattgefunden). Im Abstand von circa sechs Jahren wurde sie, in der Regel unter der künstlerischen Leitung und auch Jurytätigkeit von Kapr, bis 1989 durchgeführt. Als Bindeglied zwischen diesen buchkünstlerischen Höhepunkten wurde erstmals 1963 die Ausstellung Schönste Bücher aus aller Welt veranstaltet, die bis heute fortwirkt.
Nach dem Zweiten Weltkrieg fand ab 1952 jährlich der Wettbewerb Schönste Bücher der DDR statt, dessen beste Ergebnisse im internationalen Vergleich zu sehen waren. Kapr war bis 1986 Vorsitzender der Jury des Wettbewerbs. Er selbst gestaltete rund 200 Bücher für angesehene Verlage in Leipzig, Berlin und Dresden. Ein Höhepunkt in seinem Schaffen war das großformatige Buch Totentanz von Basel (Verlag der Kunst, Dresden 1966, 35 × 45 cm) mit vierzig Farbholzschnitten von HAP Grieshaber, in dem sich Kaprs vielseitiges Können als Typograf und Schriftschreiber vereint. Hervorzuheben sind hierbei die von ihm handgeschriebenen deutschen Texte in gebrochener Schrift, die er mit Unterstützung seiner Studenten in Holz schneiden ließ.
Nach 1968 setzte sich Kapr intensiv mit der Person und Geschichte Johannes Gutenbergs auseinander. Er wirkte nicht nur lehrend und schöpferisch, sondern in besonderer Weise durch ein umfassendes wissenschaftliches Werk. Neben Jan Tschichold hinterlässt er das bedeutendste Werk zum Thema Typographie und Schriftgestaltung in deutscher Sprache. Einige seiner Bücher wurden auch ins Polnische und ins Ungarische übersetzt.

## Fotografische Darstellung Kaprs
- Norbert Vogel: Prof. Kapr, Schrift und Buchgestaltung, HGB Leipzig (1987)[15]

## Nachwirkungen
Anlässlich seines 100. Geburtstags wurde im Juli 2018 im Literaturhaus Stuttgart die Ausstellung Hundert Jahre Albert Kapr – Buch- und Schriftkunst und die frühen Stuttgarter Jahre gezeigt. In Kooperation mit der Hochschule für Grafik und Buchkunst entstand am Deutschen Buch- und Schriftmuseum in Leipzig die Präsentation Albert Kapr 100. Sein Nachlass ist im Deutschen Buch- und Schriftmuseum in Leipzig zugänglich.

## Auszeichnungen (Auswahl)
- 1961: Gutenberg-Preis der Stadt Leipzig
- 1961: Nationalpreis der DDR
- 1978: Kunstpreis der DDR
- 1980: Vaterländischer Verdienstorden in Gold
- 1980: Orden Banner der Arbeit
- 1985: Hans-Grundig-Medaille
- 1995: Antiquaria-Preis, Ludwigsburg b. Stuttgart[19]
- mehrfache Ehrungen im Wettbewerb Schönste Bücher der DDR

## Realisierte Satzschriftentwürfe
- Faust-Antiqua und Kursiv, 1958–1962
- Leipziger Antiqua, Kursiv und Halbfett, 1959–1975
- Neutra, 1968
- Magna kyrillisch, 1975
- Prillwitz Antiqua und Kursiv, 1971–1981

## Fachpublikationen
- Deutsche Schriftkunst. Ein Fachbuch für Schriftschaffende. Verlag der Kunst, Dresden 1955.
- Johann Neudörffer der Ältere, ein großer Schreibmeister der Deutschen Renaissance. VEB Harrassowitz, Leipzig, 1956.
- ABC – Fundament zum rechten Schreiben. VEB Fachbuchverlag Leipzig, 1958.
- Frieden der Welt. Grafiken. 1959.
- Buchgestaltung. Ein Fachbuch für Grafiker Schriftsetzer, Drucker Buchbinder, …. VEB Verlag der Kunst, Dresden 1963.
- Schriftkunst. Geschichte, Anatomie und Schönheit der lateinischen Buchstaben. Verlag der Kunst, Dresden 1971, ISBN 3-364-00624-5.
- mit Hans Fischer: typoart – typenkunst. VEB Fachbuchverlag Leipzig, 1973.
- 101 Sätze zur Buchgestaltung. VEB Fachbuchverlag Leipzig, 2. Auflage, 1976.
- Johannes Gutenberg. Tatsachen und Thesen. Insel-Verlag, Leipzig 1977. Insel-Bücherei Nr. 1020.
- Ästhetik der Schriftkunst. Thesen und Marginalien. Fachbuchverlag, Leipzig 1977.
- gemeinsam mit Walter Schiller Gestalt und Funktion der Typographie. VEB Fachbuchverlag Leipzig 1977.
- Buchkunst der Gegenwart. VEB Fachbuchverlag Leipzig, 1979.
- Schrift und Buchkunst. Aufsätze, Reden und künstlerische Arbeiten. VEB Fachbuchverlag Leipzig, 1982.
- Stationen der Buchkunst. VEB Fachbuchverlag Leipzig 1985.
- Johannes Gutenberg und die Cyprischen Ablassbriefe 1454/55 – Druckhistorische Studie- o. O. o. J.
- Johannes Gutenberg. Persönlichkeit und Leistung. C. H. Beck, München 1987, ISBN 3-406-31580-1.
- Hrsg.: Kalligrafische Expressionen. Über die Kalligrafie in der DDR …. VEB Fachbuchverlag Leipzig, 1988, ISBN 3-343-00461-8.
- mit Detlef Schäfer: Fotosatzschriften : Type-Design und Schriftherstellung Leipzig. VEB Fachbuchverlag Leipzig 1989, ISBN 3-343-00525-8; Lizenzausgabe Itzehoe Verl. Beruf + Schule 1989, ISBN 3-88013-417-0.
- Hrsg.: Traditionen Leipziger Buchkunst.  VEB Fachbuchverlag Leipzig, 1989, ISBN 3-343-00475-8.
- Johannes Gutenberg und der Wein. Geschichte des Buchwesens und des Buchdruckes. Büchergilde Gutenberg, Frankfurt am Main 1991.
- Gutenberg und Eltville. Vortrag am 17. März 1991 in der Kurfürstlichen Burg zu Eltville am Rhein. Hrsg. Burgverein e. V., Eltville am Rhein 1991.
- Fraktur. Form und Geschichte der gebrochenen Schriften. Verlag Hermann Schmidt, Mainz 1993, ISBN 3-87439-260-0.

## Nachlass
Kaprs Nachlass liegt im Deutschen Buch- und Schriftmuseum der Deutschen Nationalbibliothek in Leipzig.